# Personaggi de Il segreto (soap opera)
Sono qui riportati, in modo più dettagliato, i personaggi principali della soap opera Il segreto.

## Famiglia Castro-Montenegro

### Pepa Balmes
Interpretata da Megan Montaner (stagione 1). È la protoganista della prima stagione della soap. Una donna forte, coraggiosa e altruista, sempre pronta ad aiutare chi è meno fortunato di lei. Nonostante sia molto giovane ha già un passato difficile alle spalle: dopo la morte dei suoi genitori fu affidata a un'amica di quest'ultimi che la fece lavorare con lei nella residenza Castro. Qui il suo signore Carlos la fa rimanere incinta e uno volta nato il bambino, glielo sottrae con l'inganno per sostituirlo a quello di sua moglie nato morto. Pepa non può fare niente per riprendersi suo figlio e così si allontana per rifarsi una vita altrove. Qualche anno dopo arriverà a Puente Viejo, dove incomincerà a lavorare come levatrice per Angustias, sorella di Elvira. Si innamora di suo marito Tristán.

### Tristán Castro Montenegro
Interpretato da Álex Gadea (stagioni 1-3). Tristán è il protagonista della prima stagione della soap. È un uomo forte, buono e generoso. È sposato con Angustias, donna che in realtà lui non ama, ma le sta accanto per il bene del loro figlioletto Martìn (figlio in realtà del suo fratellastro Carlos e Pepa). Non appena quest'ultima arriva a Puente Viejo, se ne innamora e con lei ha una storia d'amore clandestina. Angustias lo scopre e dopo aver cercato di fare di tutto per tenersi stretto suo marito, si suicida. Anche sua madre, Francisca, proverà a ostacolare il loro amore, come far venire in paese la dott.ssa Gregoria Casas, con la quale Tristán sarà in punto di sposarsi. Per fortuna Pepa irromperà in chiesa e rivelerà a Tristán che possono amarsi, in quanto non sono fratelli, perché lui è figlio di Raimundo Ulloa, il locandiere del paese.

### Francisca Montenegro
Interpretata dall'attrice María Bouzas (stagioni 1-12). Donna Francisca è la signora più importante di Puente Viejo, madre di Tristán e Soledad e seconda moglie di Raimundo. È una donna perfida, machiavellica e senza scrupoli, che è pronta a tutto pur di ottenere ciò che vuole. Ha una vita difficile alle spalle ed è per questo che ha un carattere così intransigente: è stata sempre innamorata di Raimundo Ulloa, figlio dei locandieri del paese, ma suo padre concordò il suo matrimonio con Salvador Castro per risollevare la difficile situazione economica di quest'ultima famiglia. Lei però, al momento del matrimonio, era già incinta di Raimundo e quando partorì Tristán, fece credere che il bambino fosse settimino. Anche Salvador era un uomo perfido che picchiava e abusava di lei e sua figlia Soledad. Quando quest'ultima lo ucciderà per difendere il suo innamorato Juan, Francisca con l'aiuto del dottor Juliàn, occulterà il suo cadavere facendo passare quello di un pastore per quello di suo marito. Più tardi farà uccidere Natalia, moglie di Raimundo, e ucciderà lei stessa il dottor Juliàn che minacciava di rivelare la vera fine di suo marito. Nel corso della serie intraprende più volte una relazione con Raimundo, ma tradimenti e segreti li porteranno più volte a lasciarsi, fino a quando non decideranno di sposarsi. Muore nel 1931 a causa dell'esplosione provocata da Don Filiberto.

### Angustias Osorio Pagéz
Interpretata dall'attrice Sara Ballesteros (stagione 1). Angustias è la prima moglie di Tristán, sebbene all'apparenza sembri gentile e tenera, Angustias, fin dalla nascita, dimostra segni di squilibrio mentale. Instabile, ossessiva, contorta e pericolosa. Angustias ha un segreto: è stata lei ad appiccare il fuoco alla casa di Carlos Castro e di Elvira Orellana e a rapire il piccolo Martín, frutto della relazione extraconiugale tra Pepa e Carlos. Angustias odia a morte Pepa, sebbene l'abbia fatta partorire; infatti, ella si è innamorata di Tristán, che ricambia.
Il loro figlio, Tristán Jr, verrà soffocato dalla squilibrata Felisa, amica di Angustias, che cercherà di accusare Pepa dell'omicidio. Ma Martín, che ha visto tutto, confesserà la verità al padre e Felisa verrà rinchiusa in un manicomio.

### Soledad Castro Montenegro
Interpretata da Alejandra Onieva (stagioni 1-4). Soledad è la figlia di Francisca  e Salvador Castro e sorella di Cristóbal, Efrén, Tristán e Pepa. Soledad, nata nel 1882, ha trascorso un'infanzia difficile: ha dovuto uccidere il padre che, oltre ad aver tradito Francisca e ad aver abusato di lei  ha tentato di uccidere l'amore di Soledad, Juan Castañeda, suo futuro marito. Juan, sebbene ami Soledad, la tradisce con una duchessa andando a letto con lei. I due si separano e Soledad si concede a Olmo Mesía ed è il fratellastro di Pepa.

### Carlos Castro
Interpretato da Pau Durà e da Pedro Pablo Isla (stagione 1). Carlos è il vero padre di Martín: diabolico, vendicativo e spettrale, è sposato con Elvira Orellana, con cui aspetta un figlio, ma mette incinta anche la serva Pepa Balmes. I due bambini nascono nella stessa notte, ma il figlio di Elvira nasce morto, così Carlos, spaventato dalle minacce della moglie, decide a malincuore di rapire quello di Pepa, che cercherà di riprenderselo venendo persino picchiata dagli abitanti del posto, considerandola una ladra di bambini.

### Martín Castro/Gonzalo Valbuena
Interpretato da Iván e Joaquín Palacios da bambino e da Jordi Coll da adulto (stagioni 1-5, 10). Martín è l'unico figlio di Pepa e Carlos Castro anche se "rapito", dopo l'incendio della casa di Carlos, da Angustias Osorio e creduto figlio suo e di Tristán. Dopo il ritorno di Carlos a Puente Viejo, viene rapito da quest'ultimo e poi, dopo la sua morte in seguito a un incidente stradale, viene portato in un convento dalla zia Suor Calvario e, successivamente, in America. Non rivedrà mai più la madre Pepa, che morirà alla fine della prima stagione. Nella seconda stagione torna nelle vesti di sacerdote col nome di Gonzalo Valbuena e sarà protagonista di una travagliata storia d'amore con Maria Castañeda, ostacolata, tra i tanti, da Francisca Montenegro e Fernando Mesía.

### Aurora Castro
Interpretata da Ariadna Gaya (stagioni 3-7). Aurora è l'unica figlia femmina di Pepa e Tristán, sorella di Martín e Bosco. Compare per la prima volta a Puente Viejo nella seconda stagione. Purtroppo non conoscerà mai sua madre, che morirà di emorragia poco dopo il parto. È la cugina e migliore amica di Maria. Tristán non riuscirà a superare il dolore e trascorrerà molti anni a piangere occupandosi molto poco della piccola. Al contrario troverà l'affetto in Emilia e Rosario. Dopo aver raggiunto l'età scolastica, Aurora verrà mandata dal padre in un collegio svizzero. Quando raggiungerà i sedici anni, la famiglia di Tristán, soprattutto Candela, dopo numerose insistenze, farà cambiare idea a Tristán, convincendolo a richiamare Aurora a casa. Ma una ragazza, di nome Jacinta Ramos, si spaccerà per la figlia di Pepa, sostituendola.

### Bosco Montenegro
Interpretato da Francisco Ortiz (stagioni 5-6). Bosco è il secondo figlio di Tristán e Pepa, fratello di Martín e Aurora. Pepa, dopo aver partorito Aurora ed essere apparentemente morta, partorisce anche Bosco quando Tristán aveva già lasciato il luogo con Aurora. Il corpo di Pepa, che non ha più forze verrà trascinato via da un personaggio misterioso, di cui non si conosce ancora il volto, e Bosco verrà accudito da Clarita, una giovane che morirà poco tempo dopo. Dopo la morte della madre adottiva, Bosco dovrà subire le angherie dello zio di Clarita, Silverio, che lo picchierà e lo umilierà. Un giorno, però, Bosco incontra sulla sua strada Francisca Montenegro, tenuta prigioniera da un gruppo di anarchici, e la trarrà in salvo.

### Inés Mendizábal
Interpretata da Fariba Sheikhan (stagioni 5-6). Seconda moglie di Bosco, figlia di Antonio Mendizábal, cugino di Candela, anche se considerata da quest'ultima come una vera nipote. Nella seconda stagione essendo rimasta sola al mondo, la bella Inés si trasferisce a Puente Viejo. Arrivata al paese, Inés incontra subito Bosco, il figlio di Pepa e Tristán, e tra i due scocca la fatidica scintilla. I due si innamorano ma tra loro sorgeranno subito dei grandi ostacoli, rappresentati in primo luogo dalla perfida Donna Francisca, che non può certo accettare che il proprio nipote abbia una relazione con una cameriera. Francisca, infatti, è l'unica che conosce le vere origini di Bosco.

### Amalia Jordàn Aliaga
Interpretata da Aida Flix (stagioni 5-6). Amalia Jordàn è la prima moglie di Bosco. Ella diverrà la moglie di quest'ultimo dopo l'intromissione di suo padre Melchor e di Donna Francisca. La ragazza scoprirà in seguito che Donna Francisca tiene rinchiusa Inès, la cameriera, nei sotterranei della Villa. Se all'inizio era tentata dal liberare la povera ragazza, successivamente cambierà idea quando verrà a scoprire che ella aspetta un figlio da suo marito Bosco. Infatti diverrà alleata di Donna Francisca, dopo averla minacciata. Essendo sterile all'insaputa di suo marito, deciderà di sottrarre a Inès il figlio appena nato e di fingere che sia suo. Per evitare che il padre riveli a Bosco della sua sterilità, Amalia lo fa uccidere da Ines con un tranello. Dopo la nascita del piccolo farà credere a suo marito di averlo partorito in mezzo al bosco e quest'ultimo deciderà di chiamarlo Beltràn.

### Fulgencio Montenegro
Interpretato da Juli Cantò, e doppiato da Nicola Braile (stagioni 4-5, 10). 
Il dottor Fulgencio Montenegro Aldecoa è il cugino di Donna Francisca. Nella seconda stagione, arriva a Puento Viejo dopo aver saputo dell'improvvisa malattia di Francisca, causata dalla morte del figlio Tristán. Egli propone a Soledad e Maria di far curare sua cugina nella casa di riposo dove è il direttore. Dopo aver portato lì Francisca, Fulgencio ordina alla sua infermiera Jesusa di maltrattare Francisca, tuttavia, dopo varie torture, Francisca riesce a ribellarsi e Jesusa decide di ucciderla, ma Fulgencio entra nella stanza e la ferma fingendo di salvarle la vita. In seguito decide di non correre rischi e uccide Jesusa che si era nascosta nella casa di riposo seguendo proprio le istruzioni di Fulgencio.
Tornerà nella dodicesima stagione per vendicarsi di Francisca e Raimundo, ma verrà ucciso da Fernando Mesìa.

### Bernarda Jiménez
Interpretata da Mercedés Léon (stagioni 4-5). Bernarda è la moglie del Dottor Fulgencio Montenegro. Arriva a Puente Viejo con suo marito e la loro governante Fe, sotto invito di Donna Francisca, per la morte del loro figlio. Bernarda fingerà di soffrire per la morte del figlio in modo da guadagnare la fiducia di Francisca. Il suo obbiettivo infatti è quello di derubarla con l'aiuto del marito. Tuttavia la donna farà credere a Francisca che è stato Fulgencio a uccidere suo figlio dato che non accettava la sua malattia. Verra uccisa da quest'ultima, con la complicità del marito Fulgencio.

### Eulalia Castro
Interpretata da Charo Zapardiel (stagioni 6-7, 12). Donna Eulalia Castro è la zia dei defunti mariti di Donna Francisca, Salvador e Leòn Castro. Tra la terza e la quarta stagione ella si trasferirà per breve tempo alla Villa e non vedrà di buon occhio il rapporto che lega Francisca a Raimundo Ulloa. È la prozia di Pepa, Soledad, Efrén e Cristóbal, proprozia di Martìn, Aurora e Bosco e proproprozia di Esperanza e Beltràn. Quando si alleerà con Francisca contro Cristobal, quest'ultimo la farà rinchiudere in un manicomio dove perderà la ragione. Nella dodicesima ed ultima stagione tornerà per vendicarsi di Francisca, e rapirà Raimundo, che, a causa delle torture ricevuto cadrà in uno stato di catatonia. Viene uccisa da Isabel De Los Visos mentre cerca di uccidere Francisca, sparandole un colpo di pistola.

### Cristóbal Garrigues
Interpretato da Carlos de Austria (stagioni 7-8). Cristóbal Garrigues arriverà nella quarta stagione come investigatore a Puente Viejo dimostrandosi subito interessato al passato di Francisca, in particolar modo indagherà sulla morte di Salvador Castro. Sicuro della colpevolezza di Donna Francisca ricatterà Emilia, minacciandola di far del male a suo padre, così sarà costretta a infiltrarsi nella villa per cercare documenti che provino la sua colpevolezza. Ovviamente Emilia non troverà niente in quanto Francisca non ebbe nulla a che vedere con la morte di suo marito. Ma Garrigues, ignorando questo, le metterà sempre più pressione, finché Emilia, esasperata, si confiderà con Alfonso. Viene rinchiuso in un manicomio, grazie a Francisca.

## Famiglia Ulloa-Castañeda

### Raimundo Ulloa Gormaz
Interpretato dall'attore Ramón Ibarra (stagioni 1-12). Raimundo Ulloa è il locandiere di Puente Viejo. Uomo orgoglioso, colto, galante e raffinato, inizialmente ricco proprietario terriero di Puente Viejo, ha perso quasi tutti i suoi beni, confiscati da colei che credeva la donna della sua vita, Francisca Montenegro e dal marito, il malvagio Salvador Castro. Dopo aver perso tutto, cadde nel vizio dell'alcool, ma l'incontro con Natalia Balboa gli diede di nuovo la forza di vivere e di andare avanti. Raimundo e Natalia si sposarono ed ebbero un figlio, Sebastián. Nel corso della serie intraprende più volte una relazione con Francisca, ma tradimenti e segreti li porteranno più volte a lasciarsi, fino a quando non decideranno di sposarsi. Nell'ultima stagione verserà in uno stato vegetale a causa delle torture provocate per ordine di Eulalia Castro. Muore nel 1931 a causa dell'esplosione provocata dal nuovo parroco del paese, Don Filiberto.

### Emilia Ulloa
Interpretata da Sandra Cervera (stagioni 1-12). Emilia è la figlia adottiva di Raimundo Ulloa e Natalia Balboa. Ragazza bella, incantevole, simpatica e tenera, nutre un grande sentimento di amore per Alfonso Castañeda. Gestisce la locanda di Puente Viejo insieme con il padre Raimundo e diventerà fin da subito la migliore amica di Pepa, anche se avrà con lei un piccolo battibecco dopo il matrimonio della levatrice con il dottor Alberto Guerra, dato che Emilia si era invaghita dell'uomo. Nel corso della storia, verrà a sapere di non essere figlia di Raimundo e Natalia, bensì dei coniugi Samaniego, che Raimundo uccise involontariamente mentre, ubriaco, era alla guida del suo carro.
Nell'ultima stagione, dopo aver risolto i problemi con la giustizia legati all'omicidio del generale Pérez De Ayala, torna a Puente Viejo per occuparsi del padre malato. Ma nell'ultima puntata rivela che in realtà il vero motivo del suo ritorno è legato a una malattia terminale da poco sviluppata dichiarando inoltre, che gli rimane non tanto tempo da vivere.

### Sebastián Ulloa Balboa
Interpretato da Pablo Castañon (stagioni 1-2). Sebastián è il figlio di Raimundo Ulloa e Natalia Balboa, e il fratello di Tristán e Emilia. Sebastián, dopo aver studiato ingegneria, torna da Barcellona per risolvere i problemi economici della famiglia. Ha un sogno: lavorare nel conservificio dei Castro-Montenegro. Ma quando la famiglia è costretta a chiudere l'azienda per i problemi economici causati dai Mesía, Sebastián fa di tutto per evitare che ciò accada arrivando persino a litigare con il suo migliore amico, Tristán, che sarà costretto, data l'insistenza, a vendergli l'azienda. Litigherà persino con la sorella e il cognato Alfonso, che rifiutano di vendere la locanda di Raimundo per gli affari del giovane; Sebastián, pur di non far fallire il progetto del conservificio, fa persino confezionare alimenti avariati che causeranno numerosi infarti all'interno della caserma militare. Ricercato dalla Guardia Civile, sarà quindi costretto alla fuga in Sud America.

### Rosario Pacheco
Interpretata da Adelfa Calvo (stagioni 1-8). Rosario nella prima stagione è la matriarca della famiglia Castañeda e madre di Alfonso, Juan, Ramiro e Mariana. Rosario, amante della verità e della giustizia, è la chiave risolutiva di numerose vicende a Puente Viejo, cercando di far prevalere il buonsenso e l'equilibrio tra gli abitanti del villaggio. Sebbene abbia una gran nobiltà d'animo, Rosario è destinata a rimanere un personaggio minore. È la vedova di José Castañeda e lavora fin da piccola come cuoca e cameriera alla villa di Francisca Montenegro. Alla fine della prima stagione, poco dopo la morte di suo figlio Juan, abbandona il suo lavoro alla Villa, stanca dei soprusi di Francisca, trasferendosi a El Jaral, diventando una sorte di madre protettiva per Tristán durante gli anni peggiori della sua vita a causa della morte di Pepa. Poi, dopo la morte di sua figlia Mariana, parte per l'America insieme con la nipote Prado per accompagnarla e sostenerla nella sua carriera di cantante.

### Alfonso Castañeda
Interpretato da Fernando Coronado (stagioni 1-11). Alfonso nella prima stagione è il figlio primogenito di José e Rosario Castañeda. Duro, leale, simpatico e comprensivo ma abbastanza timido, Alfonso è innamorato da molto tempo di Emilia, ma a causa della sua timidezza non è riuscito a esprimere i suoi sentimenti alla locandiera, a cui faceva doni in anonimo, si è, nel frattempo, fidanzata con Severiano Menèndez Garcès, "sciupa-femmine" ed ex amico di Alfonso, che tradirà Emilia con due vedove dopo averla messa incinta. In seguito, Emilia scoprirà che Severiano è uno sporco imbroglione e lo caccerà via e poco dopo, Alfonso la sposerà promettendo di allevare il figlio che ha in grembo come se fosse suo. Dopo il parto di Emilia, che darà alla luce una bimba, Maria, e dopo la morte di Juan, Alfonso diventa il proprietario della locanda degli Ulloa, che gestirà con la moglie Emilia. Nonostante qualche litigio, il loro matrimonio è molto solido. I due adotteranno anche un figlio, Matias.

### Juan Castañeda
Interpretato da Jonás Berami (stagione 1). Juan è figlio di José e Rosario Castañeda e fratello di Alfonso, Ramiro e Mariana; fa parte della povera famiglia dei Castañeda, che da secoli lavorano per la ricca stirpe dei Castro-Montenegro come custodi, pastori e agricoltori. Juan, ragazzo bello ma dannato, inizialmente studente di arte all'Accademia di belle arti di Valencia, diventa il braccio destro di un aguzzino e pericoloso "usurpatore", Pardo, dopo un lungo periodo di depressione per essere stato lasciato dall'amata moglie Soledad, che Juan ha tradito con la Duchessa Eloisa. Durante la sua collaborazione con Pardo, si fidanza con una ex prostituta, Enriqueta.

### Mariana Castañeda
Interpretata da Carlota Baró (stagioni 1-7). Mariana è l'unica figlia femmina di José e Rosario Castañeda. Mariana, ragazza giovane, timida, bella, insicura e un po' goffa ma con una grande immaginazione, lavora come cameriera alla villa di Francisca Montenegro insieme con la madre. Dopo molto tempo, abbandona la Villa per lavorare alla locanda con i suoi fratelli, Juan e Alfonso, e con Enriqueta. Innamorata fin da bambina di Paquito, non vivrà mai con lui una vera e propria storia d'amore visto che verrà ucciso dal farmacista Manuel mentre stava giacendo con sua moglie, anche se in realtà l'uomo l'ha ucciso perché Paquito aveva scoperto troppe cose e per fortuna, prima di morire, riuscirà a dire le intenzioni di Manuel e confesserà il suo amore a Mariana. In seguito, Mariana s'innamorerà del nuovo contabile di Juan, Antonio Moreno, che poi scoprirà essere il fratello di Lucio Moreno, colui che aveva provato a violentarla e che aveva ucciso.

### Ramiro Castañeda
Interpretato da Pablo Espinosa (stagioni 1, 6-7). Ramiro è il figlio minore di José e Rosario Castañeda e fratello di Alfonso, Juan e Mariana. Nella prima stagione egli lavora come agricoltore insieme con il fratello Alfonso. Non ha un ruolo di spicco all'interno della telenovela, ma aiuterà spesso i suoi fratelli a risolvere i loro frequenti problemi. Nella puntata 179 Ramiro uscirà di scena perché è stato costretto a entrare nell'esercito, dopo una scena strappalacrime in cui dirà addio a tutti i suoi cari.

### María Castañeda
Interpretata da Loreto Mauleón (stagioni 2-5, 7, 10-11). María è l'unica figlia di Emilia Ulloa e Severiano Menéndez, ma considerata figlia di Alfonso Castañeda, marito di sua madre. È stata cresciuta dalla sua madrina Donna Francisca Montenegro alla Villa, perché Emilia decise di proteggerla dopo che un uomo tentò di violentarla quando era ancora una bambina. È innamorata di Martín Castro, figlio della migliore amica di sua madre, Pepa Balmes, con cui avrà una stupenda ma travagliata storia d'amore. Per dispetto, sposerà Fernando Mesía, ma quest'ultimo, dopo averla violentata, la drogherà e abuserà di lei ogni notte, fino a quando la ragazza non se ne accorgerà e gli metterà un freno.

### Nicolás Ortuño Martinez
Interpretato da Alejandro Sigüenza (stagioni 3-9). Nicolás Ortuño è un fotografo, marito di Mariana Castañeda e cognato di Juan, Ramiro e Alfonso. Nicolás arriva a Puente Viejo nella seconda stagione e tra lui e Mariana è subito colpo di fulmine. All'inizio la ragazza non si fiderà molto di lui per via della sua professione, ma con il tempo si lascerà andare e intraprenderà inizialmente una relazione a distanza con il fotografo. In seguito Nicolás deciderà di trasferirsi definitivamente a Puente Viejo accanto alla sua amata, lasciando il suo lavoro e diventando il nuovo autista di Donna Francisca. Successivamente la coppia si sposerà e andrà a vivere nella fattoria che un tempo fu della famiglia Buendia. Rimarrà vedovo e ucciderà l'assassino della moglie quando gli rivelerà che ella aspettava un figlio quando l'ha assassinata.

### Matías Castañeda
Interpretato da Iván Montes (stagioni 5-12). Matías è il figlio adottivo di Emilia e Alfonso e fratello adottivo di Maria. È un ladro che arriverà a Puente Vejo nella terza stagione. Egli alloggerà nella locanda e nasconderà un passato difficile, infatti suo padre è molto violento e insisteva sul fatto che il figlio rubasse per lui. Quindi Emilia e Alfonso si affezioneranno tanto al ragazzo che prima lo assumeranno alla locanda e poi lo adotteranno e però ben presto tornerà Ezequiel, il padre di Matias, che vorrà a tutti i costi suo figlio ma i Castañeda si faranno valere. In seguito si scoprirà che Ezequiel non è il vero padre di Matias e neanche dei suoi fratelli: Zacarias e Amador.

### Marcela del Molino
Interpretata da Paula Ballesteros (stagioni 8-12). Marcela è la figlia di Paco il mugnaio e moglie di Matias, il figlio adottivo di Alfonso ed Emilia. Dopo la fine della relazione tra Matias e Beatriz Dos Casas, il giovane incomincerà a frequentare Marcela, pur amando ancora Beatriz. In seguito Marcela rimarrà incinta e il giovane sarà costretto a sposarla. Inizialmente intraprenderà una relazione clandestina con Beatriz, ma successivamente si renderà conto di amare Marcela e di non volerla perdere. Dopo un po' di tempo, grazie all'aiuto di Fe, la giovane darà alla luce una bambina, che si chiamerà Camelia come la sua madre defunta.

### Prado Castañeda
Interpretata da María de Nati (stagioni 6-7). Prado è la figlia di Ramiro e quindi nipote di José, Rosario, Alfonso e dei defunti Mariana e Juan. La prima a scoprire la sua vera identità è sua nonna Rosario. Si innamorerà di Matías, figlio adottivo di Emilia e Alfonso, e incomincerà una relazione con il ragazzo.

## Famiglia Mesia

### Olmo Mesía
Interpretato da Iago García (stagioni 1-4). Olmo Mesía è il fratellastro di Pepa in quanto figliastro di Donna Águeda Molero ved. Mesía, la madre biologica della levatrice. Olmo, uomo attraente, calcolatore e seduttore, è bello e affascinante, ma dentro è marcio e nasconde molta cattiveria. Nel corso della storia si macchierà di numerosi omicidi, tra cui quello della stessa Águeda, che ucciderà lanciandola da una finestra nella prima stagione. Olmo Mesìa è terribilmente innamorato della figlia di Donna Francisca Montenegro, Soledad e cercherà in tutti i modi di conquistarla, inizialmente facendo annullare il matrimonio tra Juan e la ragazza e poi incaricando una prostituta, Enriqueta, di uccidere Juan, riuscendo nell'intento. Olmo si è suicidato sparandosi davanti a Soledad e Terence.

### Águeda Molero
Interpretata da Cuca Escribano (stagione 1). Donna Águeda Molero è la madre biologica di Pepa, frutto della sua relazione con il malvagio Salvador Castro, defunto marito di Francisca Montenegro. Águeda, figlia di Adolfo Molero e María Antonia, duchessa di Aguasmansas, arriva a Puente Viejo insieme con il figliastro Olmo, figlio del defunto marito e della sua prima moglie, per comprare le terre appartenenti ai Castro-Montenegro, ma il vero obbiettivo della donna è trovare la sua figlia perduta, Pepa. Olmo, pensando che Águeda abbia intenzione di lasciare tutti i suoi averi a Pepa, decide di uccidere la donna. Così, durante la festa di fidanzamento di Donna Águeda e Raimundo Ulloa, di cui si è innamorata poco dopo il suo arrivo in città, Olmo spinge la matrigna dalla finestra, uccidendola. Dopo aver assoldato un investigatore privato, Olmo accuserà Pepa dell'omicidio.

### Fernando Mesía
Interpretato da Carlos Serrano (stagioni 2-4, 10-11). Fernando è il figlio di Olmo Mesía e di Isabel, la sua vecchia maestra. Fernando, dopo la morte della madre, va a vivere con Olmo e Soledad alla Villa. Dopo la morte della madre diventa più violento e crudele del padre, e nella seconda stagione sarà l'ostacolo dell'amore fra María Castañeda e Martìn Castro, il figlio di Pepa. Infatti Fernando, invidioso, una sera incappucciato violenterà María in una stalla della Villa e tenterà di far ricadere la colpa su Martìn in modo da farlo condannare a morte, ma fallirà.Sposerà María e la drogherà e abuserà di lei. Tutto ciò verrà alla luce dopo un po' di tempo e Martìn, dopo aver chiesto lo scioglimento dei voti (divenne un diacono dopo la sua scomparsa), avrà un violento scontro con il Mesía.

## Famiglia Mirañar

### Pedro Mirañar Lopez
Interpretato da Enric Benavent (stagioni 1-6). Il mediocre Don Pedro, primo cittadino di Puente Viejo, possiede una bottega di generi vari gestita dall'avida moglie Dolores e dal figlio squinternato Hipólito, oltre ad alcuni terreni incolti adiacenti a quelli del locandiere Don Raimundo Ulloa, poi comprati da Donna Águeda. Essendo una coppia di micragnosi, i Mirañar non si accontentano dello stipendio da sindaco di don Pedro e approfittano di essere gli unici bottegai del paese per tenere alti i prezzi, soprattutto dei generi alimentari.

### Dolores Asenjo
Interpretata da Maribel Ripoll (stagioni 1-12). Dolores è la moglie pettegola, prepotente e capricciosa del sindaco Don Pedro e madre di Hipólito. Nella prima stagione, gestore dell'unico emporio di Puente Viejo, è una donna di mezza età che ama diffondere pettegolezzi, nella maggior parte dei casi falsi, sugli abitanti della città, e che odia dover fare i conti con la sconfitta. Inoltre, spesso appoggia le idee strambe del figlio, come quella di diventare tennista o quella di scolpire una statua in bronzo per Francisca Montenegro, entrambe finite con esiti tragicomici. Dopo la morte del marito si risposa con Tiburcio.

### Hipólito Mirañar Asenjo
Interpretato da Selu Nieto (stagioni 1-12). Hipólito è il figlio imbranato del sindaco Don Pedro e della consorte Dolores. Sebbene sia un ragazzo abbastanza intelligente, viene spesso definito dalla madre come un ritardato. Dopo aver studiato matematica e geometria a Madrid si ritirò perché definì le due materie non adatte per lui. Si sposa con Quintina, una donna cieca che recupererà la vista ma fuggirà con un suo amante lasciando suo marito solo. Hipólito troverà un altro amore, ovvero la bella Gracia, una ricamatrice con la quale si sposerà molto presto. Gracia rimarrà incinta e lei e Hipólito diventeranno genitori di una bambina.

### Quintina Pelayo
Interpretata da Blanca Parés (stagioni 2-5). Quintina Pelayo è la prima moglie di Hipólito. Ragazza fragile ma molto carina, è cieca sin dalla nascita e conosce Hipólito perché lui la salva da un fiume. Da piccola lavorava presso un circo a pochi passi da Puente Viejo, ma lo abbandonerà per stare con Hipólito. Emilia e Alfonso con l'aiuto di altri paesani faranno di tutto per accumulare molti soldi che doneranno a Quintina così finalmente si potrà sottoporre a una costosa operazione agli occhi che le farà acquisire la vista. Successivamente Quintina sposerà il suo amato Hipólito. Dopo dei mesi, fuggirà da Puente Viejo con il suo amante Santiaguito, un vecchio compagno del circo. Poi la famiglia Mirañar riceverà la notizia della sua morte.

### Gracia Hermosa
Interpretata da Carmen Canivell (stagioni 6-11). Gracia è la seconda moglie di Hipolito. Arriverà a Puente Viejo nella terza stagione per vendere ricami nella piazza del paese. Si innamorerà di Hipolito ma lui inizialmente non ne vorrà sapere nulla. In seguito si scoprirà che Gracia veniva pagata da Dolores per far innamorare il figlio. Dopo essere riuscita a far innamorare Hipolito, deciderà di chiudere la relazione con lui, perché non era innamorata e non voleva ingannarlo. Successivamente, Hipolito non si arrenderà e continuerà a corteggiarla fino a farla innamorare di lui quindi i due si sposeranno. Anni dopo, Gracia riuscirà a rimanere incinta e a dare alla luce in Svizzera Belén, la nuova erede della famiglia. All'inizio della dodicesima stagione si scoprirà che Gracia è morta, e che la figlia Belén cresce a casa dei suoi genitori materni.

### Onesimo Fernández Mirañar
Interpretato da José Gabriel Campos (stagioni 6-12). Onesimo è il nipote di Pedro Mirañar e cugino di Hipólito. Figlio di Purificación Mirañar, sorella del sindaco, è un Mirañar dalla testa ai piedi. Goffo e impacciato proprio come il resto della sua famiglia. Egli è innamorato di Gracia, la futura moglie di suo cugino, Hipolito. Ma col tempo capirà di non avere speranze. In seguito diverrà sindaco, nominato da Cristobal Garrigues, e si innamorerà di una giovane donna di nome Elodia. Nell'undicesima stagione si fidanza con una donna di nome Brunilda.
Durante il finale di serie si innamora di Antoníta la domestica della marchesa Isabel De Los Visos, e i due si sposano. Inoltre, poiché il figlio minore di Isabel, Adolfo, è partito con Marta Solozàbal, Onesimo viene assunto come contabile della miniera, guadagnando anche la residenza a la Havana, residenza della marchesa.

### Tiburcio Comino
Interpretato da Cesar Capilla (stagioni 9-12). Tiburcio Comino è il nuovo marito di Dolores Asenjo. Arriva a Puente Viejo con il circo, in quanto lui è l’uomo forzuto. Si innamora subito di Dolores, contraccambiato, e quando Dolores divorzia da Pedro e successivamente diventa anche vedova, decidono di sposarsi.

## Famiglia Santacruz

### Severo Santacruz
Interpretato da Chico García (stagioni 5-11). Nella terza stagione Severo Santacruz è un ricco imprenditore che giunge in paese, insieme con l'amico Carmelo Leàl, per vendicarsi di Donna Francisca e ritrovare sua sorella Sol. Suo padre Inocencio gestiva una fabbrica di candele di proprietà della famiglia Montenegro, ma Donna Francisca per riscuotere l'assicurazione appiccò un incendio e il padre di Severo cadde in disgrazia e morì. La sua famiglia quindi fu costretta a vivere in condizioni critiche, fino a quando la madre Isabel morì e la sorella Sol scomparve. Durante questa stagione egli si schiera dalla parte di Bosco e Aurora e fa cadere in disgrazia Donna Francisca, riuscendo perfino a farle perdere la Casona.

### Soledad "Sol" Santacruz
Interpretata da Adriana Torrebejano (stagioni 6-7). Sol Santacruz è la sorella di Severo scomparsa tanti anni fa. Nella terza stagione Sol lavorava in un bordello e non vorrà andare per il momento con Severo e Carmelo. Quindi escogiteranno un piano per rapire Sol inscenando una rapina. Una volta a casa, Sol si rifiuterà di mangiare e bere e Severo la farà visitare da Lucas, che minaccerà Severo se non la farà liberare. Ella nel frattempo escogiterà un piano per fuggire e salirà sul tetto, volendo buttarsi giù ma Severo la salverà. Dopo questo i rapporti tra i due fratelli miglioreranno e Sol intraprenderà una relazione con il dottor Lucas Molinér. Si farà vivo anche il marito di Sol, Eliseo, con il quale la Santacruz ha un matrimonio valido e per tanto deve essere rispettato.

### Candela Mendizábal
Interpretata da Aída de la Cruz (stagioni 2-9). Candela è la terza moglie di Tristán, pasticcera di Puente Viejo, apparsa per la prima volta nella seconda stagione. Candela è una donna con un passato difficile, che, dopo la morte del figlio Santiago, si trasferisce a Puente Viejo, dove conoscerà e si innamorerà di Tristán, ancora triste e chiuso in se stesso per la morte di Pepa. Donna Francisca tenterà ovviamente di mettere i bastoni fra le ruote alla coppia, non riuscendoci. In seguito sarà la falsa Aurora, Jacinta, a creare zizzania tra i due. Dopo la fuga di Jacinta, smascherata dalla vera Aurora e in parte grazie all'appoggio della pasticciera, Candela si fidanzerà con Tristán.

### Lucas Moliner
Interpretato da Álvaro Morte (stagioni 5-8). Il dottor Lucas Molinér è il medico di Puente Viejo e marito di Sol Santacruz. Egli compare inizialmente alla fine della seconda stagione dove è stato un compagno di università di Aurora a Madrid. Arrivato a Puente Vejo per far guarire Aurora dopo il suo internamento in manicomio, ne diventerà il medico. Sposerà Sol Santacruz e i due adotteranno un bambino, Marcos. Rimasto vedovo accetterà un posto di lavoro in un ospedale e insieme con il figlio abbandonerà Puente Vejo.

### Irene Campuzano
Interpretata da Rebeca Sala (stagioni 9-11). Irene Campuzano è una giornalista che arriva a Puente Viejo per parlare con Severo Santacruz per quanto riguarda la sparizione del piccolo Carmelito. Si scopre che Irene sarà stata “ingannata” da un istituto religioso: dopo essersi ammalata di tubercolosi, la Campuzano fu infatti costretta ad abbandonare il proprio figlio in un convento (a pochi giorni dal parto) per potersi riprendere e, una volta che fece ritorno nella struttura, le suore le affidarono Carmelito (lasciato lì da Venancia) per non darle un ulteriore dolore nel comunicarle che il suo piccolo erede era morto per colpa della stessa malattia che lei aveva contratto.

## Famiglia Dos Casas

### Hernando Dos Casas
Interpretato da Àngel de Miguel (stagioni 7-9). Nella settima stagione Don Hernando Dos Casas è un uomo freddo e antipatico che arriva a Puente Viejo, portandosi dietro un terribile segreto, dopo l'incendio che ha distrutto il Jaral e ucciso Gabriel Mella e la sua famiglia. Arriva in quanto amico di Gabriel (in futuro si scoprirà essere suo cognato) e come tutore legale di Beatriz, della quale si scoprirà è anche il padre. Dopo un po' di tempo dal suo arrivo, a Puente Viejo giungerà la moglie Camila Valdesalce, mai vista prima poiché l'uomo l'ha sposata per procura. Assumerà anche il chimico Elias Mato per portare a termine il desiderio dei Mella, ovvero costruire una fabbrica di saponi.

### Camila Mella Valdesalce
Interpretata da Yara Puebla (stagioni 7-9). Nella settima stagione seconda moglie Camila Valdesalce arriva a Puente Viejo per incontrare per la prima volta il marito Hernando Dos Casas sposato con lui per procura. È solare e molto gentile e aiuterà Beatriz a sconfiggere i suoi incubi senza sapere che ella è la figlia naturale del marito. Ogni volta che la donna tenterà un approccio con il marito verrà respinta da lui e quindi farà amicizia con il chimico Elias Mato che lentamente si innamorerà di lei. Successivamente Hernando e Camila si avvicineranno come ogni marito e moglie e nonostante le mille difficoltà resteranno uniti.

### Damián Dos Casas
Interpretato da Ignacio Montes (stagioni 7-8). Damián è il primo figlio di Hernando Dos Casas avuto con Manuela, la sua prima moglie. In passato Damián ha causato un incendio che ha ucciso la madre, mentre lui è sopravvissuto. Arriverà a Puente Vejo spacciandosi per un'altra persona e comincerà a seminare zizzania tra la sorella Beatriz e il fidanzato Matias portandoli a rompere la relazione e ucciderà la governante del padre Rogelia che scoprirà essere stato lui a tentare di ucciderla insieme con Elias Mato. Smascherato dal padre, quest'ultimo lo farà seguire da uno psicologo e tenterà di riallacciare i rapporti, ma lui fingerà di voler collaborare e prima tenterà di uccidere la matrigna Camila procurandole un aborto, poi legherà Beatriz in un capanno a cui darà fuoco dopo essersi chiuso dentro per morire insieme con lei. Arrivato il padre, tirerà fuori entrambi, ma Damian morirà dopo aver chiesto loro perdono per il male arrecatogli.

### Beatriz Dos Casas
Interpretata da Giulia Charm (stagioni 7-9). Beatriz è la figlia dei Dos Casas, inizialmente creduta figlia dei Mella, è una ragazza muta e gentile. Arriva con loro a Puente Viejo nella quarta stagione e si trasferisce a El Jaral, l'ex tenuta di Aurora Castro. Però un incendio uccide quasi tutta la famiglia, l'unica sopravvissuta infatti è la stessa Beatriz, che dopo l'incendio sarà soccorsa e curata dai Castaneda. Andrà a vivere con il tutore Hernando Dos Casas che in seguito scoprirà essere il suo vero padre. Successivamente riacquisterà la voce che aveva perso all'età di 4 anni a causa di un trauma infantile. Dopo la rottura del suo fidanzamento con Matias Castaneda andrà a vivere con la famiglia in Cecoslovacchia dove il padre ha ricevuto un'importante offerta di lavoro.

## Famiglia Buendía

### Aníbal Buendía
Interpretato da Jorge Pobes (stagioni 2-4). Aníbal comparirà nella seconda stagione ed è il fratello maggiore di Isidro e promesso sposo di Rita. Dopo aver scoperto che Rita e Isidro si amano e hanno una relazione, fingerà di essere malato per separarli, ma in seguito la verità verrà a galla e Isidro lascerà la casa dei Buendía, mentre Aníbal incomincerà a picchiare la povera moglie Rita. Poco dopo, Aníbal si ammalerà davvero e ciò spingerà Isidro a tornare a casa per assistere il fratello. Quando in paese arriverà Matilde, loro zia, Aníbal scoprirà che Isidro è il figlio di Matilde, ma inizialmente non lo dirà al fratello, nonostante le pressioni di Matilde, che, durante un litigio con lui, morirà. Alla fine Aníbal dirà la verità a Isidro e lascerà il paese per permettere a Rita e Isidro di vivere felici. Tornerà in seguito alla morte di Rita, uccisa da Doroteo García, un matto. Dopo la morte di Isidro, Aníbal abbandonerà Puente Vejo per occuparsi del lebbrosario di Doroteo dopo l'arresto di quest'ultimo.

### Isidro Buendía
Interpretato da Javier Abad (stagioni 2-4). Isidro comparirà per la prima volta insieme con il fratello maggiore nella seconda stagione, Aníbal Buendía, e alla promessa sposa di quest'ultimo, Rita. Nonostante inizialmente Isidro e Rita litighino di continuo, poi si capirà che i due si amano profondamente, ma il loro è un amore impossibile dato che Rita è promessa sposa ad Aníbal: questa fu l'ultima volontà dei genitori in punto di morte. Aníbal scoprirà la loro relazione e farà il possibile per separarli.

### Rita Aranda
Interpretata da Charlotte Vega (stagioni 2-4). Rita Aranda nella seconda stagione ed è la promessa sposa di Aníbal Buendía, ma ama follemente suo fratello, Isidro, nonostante i litigi iniziali. Rita lavorerà per parecchio tempo nella locanda degli Ulloa, stringendo amicizia con Alfonso ed Emilia.
Rita e Isidro non riusciranno a resistere alla passione, ma Aníbal li scoprirà e fingerà di essere malato per separarli. I due si sposeranno, e Aníbal chiederà a Isidro di fare da testimone, per far sentire lui e Rita ancor più in imbarazzo. Dopo vario tempo, si scoprirà l'inganno di Aníbal, ma Rita non vorrà lasciarlo. Come se non bastasse, Rita sarà vittima di violenze da parte del marito, destando i sospetti di Isidro, Emilia, Candela e Alfonso. Non confesserà mai le violenze di Aníbal, ma tutti lo avranno capito.

## Famiglia Fresnedoso

### Roque Fresnedoso
Interpretato da Miquel García Borda (stagione 2). Roque è il responsabile della fabbrica tessile di Donna Francisca Montenegro. È sposato con Pia Toledano, che lascia dopo aver scoperto di averlo tradito con Olmo Mesía. Le cose peggiorano quando Pia scopre di essere incinta: Roque crede che a mettere incinta la moglie è stata il perfido Mesía.

### Pia Toledano
Interpretata da Diana Gomez (stagione 2). Pia è la moglie di Roque Fresnedoso, timida e introversa, finirà per innamorarsi di Don Olmo Mesía e tradirà il marito proprio con lui. Dopo scoprirà di essere incinta e Roque la lascerà e dopo aver tentato di uccidersi, sarà ospitata da Candela che l'aiuterà a essere perdonata da Roque. I due però fuggiranno grazie all'aiuto di Soledad, poiché Olmo e Francisca avevano pianificato il loro assassinio.

## Famiglia Leal

### Carmelo Leal
Interpretato da Raul Peña (stagioni 5-11). Nella terza stagione Carmelo Leal è il migliore amico di Don Severo Santacruz. Convolerà a nozze con la sua fidanzata Mencia, la quale morirà dopo il matrimonio uccisa da uno dei peggiori nemici di Severo. Carmelo ucciderà un uomo, Leonidas, perché lo riterrà l'assassino di sua moglie. Purtroppo l'assassino è un altro, e quando Carmelo scoprirà che ha commesso questo enorme sbaglio, tenterà di avvicinarsi alla moglie di Leonidas, Adela, e al figlio Ulpiano. Adela e Carmelo si innamoreranno e si sposeranno nonostante lei sappia che Carmelo ha ucciso il suo primo marito.

### Adela Arellano
Interpretata da Ruth Llopis (stagioni 7-11). Adela è una vedova che vive con il figlio Ulpiano. Il marito Leonidas, ucciso da Carmelo, che credeva che lui fosse stato l'assassino della moglie Mencia, ha lasciato dei debiti che la vedova Adela non potrà saldare. Verrà quindi sfrattata dalla sua casa insieme con il figlio Ulpiano, ma per fortuna, Carmelo la porterà a Puente Viejo suggerendole di lavorare come maestra. A poco a poco Leal e Adela si avvicineranno sempre di più tanto da innamorarsi l'uno dell'altro, ma Cristobal Garrigues dirà ad Adela che a uccidere il marito è stato proprio il compagno. Adela rifiuterà Carmelo ma col tempo lo perdonerà, tanto che i due si sposeranno. Viene poi uccisa da Fernando Mesía.

## Famiglia Godoy

### Mauricio Godoy
Interpretato da Mario Zorrilla (stagioni 1-12). Mauricio è il capomastro della tenuta dei Castro-Montenegro e braccio destro di Donna Francisca sin dalla prima stagione. È lui a fare sempre il lavoro sporco. Oltre ad aver manomesso un macchinario del conservificio facendo incolpare Sebastián e ad aver picchiato a sangue Juan, ha tentato di far morire sia lui sia il Marchese, entrambi innamorati di Soledad, durante un duello armato. In realtà, Mauricio non è cattivo, è solo una vittima del potere della sua padrona. Il suo carattere si ammorbidisce quando viene liberato Efrén, figlio di Salvador Castro e di una serva che Mauricio amava, rinchiuso per vent'anni in una grotta scavata nei pressi della villa dei Castro-Montenegro per nasconderlo da Salvador, che voleva uccidere il bambino. Da quel momento diverrà tenero e buono, difendendo persino Pepa, che inizialmente odiava, dall'accusa dell'omicidio della madre Águeda. Nello stesso periodo diverrà amico di Hipólito.
Nell'ultima stagione sarà sindaco di Puente Viejo, ma verrà sostituito da Alicia Urrutia.

### Nazaria Gorostiza
Interpretata da Cayetana Cabezas (stagioni 8-9). Nazaria Gorostiza è una lontana parente di Francisca. Quest'ultima la convince a sposarsi per procura con Mauricio Godoy, per intralciare la relazione tra Fe e Mauricio. Si mostrerà più volte insofferente nei confronti del marito Mauricio, che ancora profondamente innamorato di Fe, non arriverà mai a trattarla come una vera e propria moglie, quanto piuttosto come una serva di donna Francisca (diventerà cameriera della villa dopo la partenza di Fe). Pertanto si sentirà quasi costantemente disprezzata e sottovalutata da Mauricio, consumando un matrimonio che di fatto non appartiene né a lei né a suo marito, il quale scoprirà che Nazaria non è veramente parente di Donna Francisca. Durante la sua permanenza nel bordello nel quale lavorava Nazaria, Fe scoprirà che tutta la verità su Nazaria e anche il suo vero nome, Sara.

## Famiglia Ortega

### Saúl Ortega
Interpretato da Ruben Bernal (stagioni 8-10). Saúl arriva a Puente Viejo insieme con il fratello Prudencio, i due sono dei venditori ambulanti. Rischieranno la vita durante un'asta di beneficenza a Miel Amarga organizzata da Donna Francisca, infatti Cristobal Garrigues piazzerà un esplosivo per eliminare Donna Francisca. Saul e Prudencio metteranno Garrigues fuori gioco,ma saranno gli unici a rimanere coinvolti nell'esplosione dopo aver salvato la vita di tutti i paesani. Dopo essersi salvati rimarranno a vivere alla Villa e lavoreranno nella tenuta di Donna Francisca. Tra i due scoppierà la rivalità quando s'innamoreranno della stessa ragazza. Dopo alcuni mesi, Saúl verrà arrestato con l'accusa di aver ucciso un suo professore d'università e si scoprirà il suo vero nome: Rafael Hidalgo. Verrà scagionato grazie a Donna Francisca, la quale costringerà Julieta a sposare Prudencio, ma il matrimonio tra i due, ovviamente, non andrà a gonfie vele. Quindi Julieta decide di fuggire dalla Villa e vivere insieme con Saul.

### Prudencio Ortega
Interpretato da José Milan (stagioni 8-11). Prudencio arriva a Puente Viejo insieme con il fratello Saúl, i due sono dei venditori ambulanti. Rischieranno la vita durante un'asta di beneficenza a Miel Amarga organizzata da Donna Francisca, infatti Cristobal Garrigues piazzerà un esplosivo per vendicarsi di tutti i paesani. Saul e Prudencio metteranno Garrigues fuori gioco, ma saranno gli unici a rimanere coinvolti nell'esplosione dopo aver salvato la vita di tutti i paesani.

### Lola Mendaña
Interpretata da Lucía Margo (stagioni 10-11). Lola giunge a Puente Viejo con sua sorella alla fine della decima stagione. A Donna Francisca non piace Lola perché assomiglia a Pepa Balmes. Lola si fidanza con Prudencio e inizia una relazione con lui. Lola però sarà la nuova spia di Francisca Montenegro. Dopo qualche settimana lei dirà a Francisca di non voler lavorare più per lei, ma Prudencio lo scoprirà tramite Dolores, e Prudencio si arrabbierà con lei e la licenzierà; Matias e Marcela la assumeranno alla locanda. Prudencio scoprirà da Francisca che inoltre che la sua fidanzata a ucciso una persona. Lola gli confesserà di aver ucciso il padre che abusava della sorella Ana, ed è per questo che ha lavorato per la matrona, perché lei ne era venuta a conoscenza. In seguito i due innamorati chiederanno aiuto a Matias e Marcela per dissotterrare il corpo. Infine i Castañeda licenziano Lola dicendogli che Prudencio ha bisogni di lei. I due faranno pace e Prudencio le chiederà di sposarlo e lei accetterà felice. I due si sposeranno e poi andranno a vivere a Roma con Saúl e Julieta.

## Famiglia Uriarte

### Julieta Valquero Uriarte
Interpretata da Claudia Galán (stagioni 9-10). Julieta,una ragazza dolce e ribelle, nipote di Consuelo e madre della piccola Ana, scoprirà poi di essere la sua sorellastra, si troverà a salvare la vita di Juanita, la figlia di Nicolas che rischierà di essere investita. Apparirà a Puente Viejo affrontando per la prima volta Francisca Montenegro, che umilierà la figlia Ana. Emilia cercherà lavoro per Julieta per ringraziarla di aver salvato la vita di Juanita, ma Julieta presto arriverà di nuovo a scontrarsi con Francisca perché abita in una casa presente nelle terre della Montenegro. Scopriremo presto che Julieta e Consuelo nascondono un terribile segreto che ha costretto le due ad abbandonare il loro paese d'origine.

### Consuelo Bermúdez
Interpretata da Trinidad Iglesias (stagioni 9-11). Consuelo è la nonna di Julieta Uriarte e nonna di Ana. Scopriremo presto che Julieta e Consuelo hanno un segreto molto importante che ha costretto le due ad abbandonare il loro paese d'origine. Diventerà la testimone della storia d'amore tra Julieta e Saúl e molte volte li aiuterà per scappare dalle grinfie di Francisca Montenegro e di Prudencio, il fratello di Saúl divenuto sposo di Julieta. Consuelo diventerà anche un punto di riferimento molto importante per Elsa Laguna. Alla fine dell'undicesima stagione andrà a vivere a Roma con Saúl e Julieta insieme a Lola e Prudencio.

## Famiglia Guerrero

### Isaac Guerrero
Interpretato da Ibrahim Al Shami (stagioni 10-11). Isaac è un giovane ragazzo proveniente da Puente Viejo, che dopo aver trovato lavoro come falegname in un paese vicino, si innamora della bella Elsa Laguna. Nonostante appartengano a classi sociali diverse, Elsa e Isaac decidono di sposarsi. Durante il giorno del matrimonio però, avviene una catastrofe. Prima che gli sposi dicano il fatidico sì, degli uomini incappucciati entrano in Chiesa e incominciano a sparare all'
impazzata finendo per sparare Elsa, Isaac e Amancio, il padre della prima. Antolina, la domestica di Elsa, scopre che Elsa è morta ma riesce a portare in salvo Isaac. Questo torna al suo paese d'origine, Puente Viejo, insieme con Antolina per paura di subire un altro attacco.

### Antolina Ramos
Interpretata da María Lima (stagioni 10-11). Antolina è una domestica della famiglia Laguna. È cresciuta insieme con la sua stessa signorina, Elsa, e le due sono diventate come delle sorelle. Il giorno del matrimonio tra Elsa e Isaac, avviene un massacro. Antolina è sul punto di soccorrere Elsa quando poi scopre che è morta. In seguito però riesce a portare in salvo Isaac. Antolina e Isaac, per salvarsi da un probabile nuovo attacco, giungono a Puente Viejo, il paese d'origine di lui e si spacciano per cognati per impedire che le malilingue si scaglino su di loro dato che abitano nella stessa casa. Isaac è distrutto per la morte di Elsa, Antolina non riesce a fargliela dimenticare.

### Elsa Laguna
Interpretata da Alejandra Meco (stagioni 10-11). Elsa è una giovane di famiglia benestante e di carattere buono e gentile. Incontra Isaac, un falegname, nel collegio dove studia e incomincia a innamorarsene e viene ricambiata. I due decidono di sposarsi ma il giorno del matrimonio, nella Chiesa degli incappucciati incominciano a sparare all'impazzata arrivando a ferire Elsa, il padre di lei, Amancio, e Isaac. La domestica di Elsa, Antolina, riesce a mettersi in salvo e crede che la sua signorina sia morta.

## Famiglia De Los Visos

### Isabel De Los Visos
Interpretata da Silvia Marsó (stagione 12). Donna Isabel, detta "La marchesa", giunge a Puente Viejo dopo aver ereditato dal marito delle miniere di ferro e carbone che egli comprò dai Molero. Per dirigerle, si stabilisce a La Habana, l'ex tenuta di Fernando Mesía. Ha due figli, Tomás e Adolfo, mentre mantiene una relazione clandestina con il suo capomastro Íñigo Maqueda. Isabel è da sempre in rivalità con Don Ignacio Solozábal, il proprietario di una fabbrica d'acciaio appena aperta a Puente Viejo. Nessuno conosce i motivi della loro inimicizia. Dopo qualche tempo, con il ritorno di donna Francisca, si scoprirà che Isabel è la cugina di Salvador Castro. 
Verso fine serie si scopre che ha un amante francese nome Jean-Pierre, e che quest' ultimo è il vero padre di Adolfo, ma nell'ultima puntata si scopre essere un meschino truffatore, colpevole dell'omicidio di Inigo Maqueda, e del marito di Isabel.
Quando però Tomás gli tende una trappola, Jean-Pierre cerca di ucciderlo, rivelandogli che in futuro avrebbe anche ucciso sua madre Isabel. Per fortuna la guardia civile arriva in tempo e riesce ad arrestarlo, quindi tutte le menzogne di quest'ultimo vengono a galla, in presenza della marchesa che resta allibita davanti a tutto ciò.
Tra l'altro si viene a sapere anche che è lui ad aver causato l'inimicizia tra Don Ignacio e Donna Isabel e che i due in realtà quando erano giovani erano buoni amici, anche se Ignacio provava dei sentimenti verso Isabel, da lei non ricambiati.
Una volta apprese tutte queste cose Isabel decide di invitare Don Ignacio a casa sua, e gli chiede perdono per tutto il male infondato che gli ha causato durante tutti quegli anni, riconoscendo inoltre che tutto ciò che Ignacio ha fatto per lei era solo per il suo bene. 
I due fanno pace, e Isabel gli chiede se prova ancora ciò che sentiva per lei quando i due erano giovani, proponendogli di iniziare una relazione con lei, ma lui le risponde che ha bisogno di tempo per riflettere.

### Tomás De Los Visos
Interpretato da Alejandro Vergara (stagione 12). Tomás è il figlio maggiore di Donna Isabel. Obbedisce a tutti gli ordini di sua madre, anche a quelli ingiusti. Appena arrivato a Puente Viejo, si innamorerà di Marcela e manterrà una relazione segreta con lei, fino all'arrivo di Matías.
Una volta aver rinunciato per sempre a quest'ultima incontrerà Alicia Urrutia, e i due pian piano sembreranno essere sempre più vicini, ma nonostante questo, la relazione non verrà sviluppata durante il finale della serie.
Quando scopre che in realtà Jean-Pierre è il padre biologico di suo fratello Adolfo, sarà da subito diffidente nei suoi confronti, e infatti, nell'ultima puntata riesce a smascherarlo davanti agli occhi di sua madre, rischiando perfino di venire ucciso da quest'ultimo.

### Adolfo De Los Visos
Interpretato da Alejandro Pedraja (stagione 12). Il figlio minore di Isabel è un ragazzo simpatico e seduttore. Quando arriverà a Puente Viejo, conoscerà Rosa e Marta, le figlie di Don Ignacio, nel bel mezzo di un sequestro organizzato dai rivoluzionari nella stazione di Munia, e finirà per innamorarsene. Adolfo è attratto da entrambe e sembra non riuscire a scegliere chi delle due sia la donna della sua vita.
Dopo una serie di peripezie, Rosa, sentendosi tradita da sua sorella e Adolfo, accuserà quest' ultimo di essere il responsabile della morte di Ramòn, il marito di Marta. 
Quindi nell'ultima puntata Adolfo capisce di non avere alternative se non quella di fuggire dal paese, altrimenti verrà arrestato dalla guardia civile. Marta decide di partire con lui, e quindi, dopo la partenza di Rosa e sua madre verso un manicomio situato in Austria, fuggiranno insieme lontani da Puente Viejo.

### Antoñita Malo
Interpretata da Lucía Caraballo (stagione 12). Antoñita è la domestica della Marchesa. Si sente in debito con lei, dopo che l'ha liberata da una triste esistenza assumendola al suo servizio.
Verso il finale della soap si innamorerà di Onesimo, il cugino di Hipólito, e nell'ultima puntata si sposerà con lui, invitandolo a vivere alla Havana.

### Íñigo Maqueda
Interpretato da Toni Salgado (stagione 12). Maqueda è il capomastro di Donna Isabel e l'incaricato delle miniere della famiglia.
Manterrà una relazione clandestina con lei fino all'arrivo di Jean-Pierre. Maqueda sarà fin da subito riluttante nei suoi confronti e, quando decide di affrontarlo, viene ucciso proprio da quest'ultimo.

## Famiglia Solozábal

### Ignacio Solozábal
Interpretato da Manuel Regueiro (stagione 12). Don Ignacio Solozábal è un impresario di Bilbao che ha eretto una fabbrica d'acciaio nelle terre di Puente Viejo non più coltivabili, dopo che queste sono state vittime dell'inondazione scoppiata a causa del riempimento della diga. Ignacio si stabilisce alla Villa, ex abitazione di Donna Francisca, insieme alle sue tre figlie per dirigere la fabbrica.
È un rivale e nemico numero uno di Isabel De Los Visos (anche se inizialmente non si sa il perché) e parlano soltanto per questioni di lavoro. Verso metà stagione sono costretti ad avere dei rapporti di famiglia dato che Rosa e Adolfo si sposano.
Verso la fine della serie, Ignacio rivela a Pablo la causa della sua inimicizia con Donna Isabel. Gli dice che in passato era amico di Donna Isabel e che era innamorato di lei, anche se non corrisposto. Peccato che l'arrivo di Jean-Pierre distrusse il loro rapporto dato che quest'ultimo, per truffarla, riuscì a farla mettere contro di lui. 
Successivamente la marchesa scopre la verità e, nell'ultima puntata, chiariranno tutto e faranno pace, anche se lui le dice che ha bisogno di tempo per riflettere, prima di passare a qualcosa di più intimo con lei.

### Begoña Solozábal
Interpretata da Blanca Oteyza (stagione 12). Moglie di Ramón, è stata ricoverata in un ospedale psichiatrico austriaco a causa dei suoi problemi mentali, che l'hanno spinta a cercare di uccidere sua figlia Carolina. Torna a Puente Viejo per recuperare la sua famiglia.
Verso il finale della serie uccide brutalmente Ramòn, il marito di sua figlia Marta, responsabile dell'aborto di quest'ultima. 
Successivamente nell'ultima puntata, sua figlia Rosa ne approfitterà per accusare Adolfo dell'omicidio, quindi Ignacio decide di farla di nuovo rinchiudere nello stesso manicomio da dove era uscita poco tempo fa, stavolta però, con sua figlia Rosa, quindi la donna parte nuovamente per l'Austria.

### Marta Solozábal
Interpretata da Laura Minguell (stagione 12). Marta è la figlia maggiore di Don Ignacio. È la più elegante e raffinata delle sorelle, ma anche abbastanza frivola. Dopo la morte del suo fidanzato, decide di smetterla di soffrire e di cominciare una nuova vita, sperando di potersi innamorare di nuovo.
Dopo una serie di vicissitudini, nell'ultima puntata decide di partire con Adolfo (accusato dell'omicidio di Ramòn) per iniziare una nuova vita lontano da Puente Viejo.

### Rosa Solozábal
Interpretata da Sara Sanz (stagione 12). Rosa è una ragazza che fin da piccola si è sempre rifugiata nei libri. È la più intelligente tra le sorelle e possiede un'intelligenza privilegiata. Decide di frequentare l'università per poter diventare un'avvocatessa. Si innamora di Adolfo De Los Visos, però lui ama la sorella di Rosa, Marta. 
Nell'ultima puntata della soap, avendo accusato Adolfo dell'omicidio di Ramòn (il marito di Marta) e anche provato ad uccidere sua sorella Carolina, notata anche la sua possibile instabilità mentale, partirà per l'Austria dove verrà internata in un clinica psichiatrica, insieme a sua madre Begona (vera responsabile dell'omicidio di Ramòn). 

### Carolina Solozábal
Interpretata da Berta Castañé (stagione 12). Carolina è la figlia minore di Ignacio, e quindi porta avanti una vita spensierata e senza preoccupazioni. È dolce, sincera e allegra. Ha una relazione con Pablo, il figliastro di suo padre, ma la nasconde a tutta la famiglia.

### Pablo Centeno
Interpretato da Adrián Expósito (stagione 12). Pablo è il figliastro di Ignacio; solo questi conosce le sue origini. Pablo considera Marta e Rosa come sue sorelle, ma un altro sentimento lo unisce a Carolina.

### Manuela Sánchez
Interpretata da Almudena Cid (stagione 12). Manuela è la governante della Villa. È la chiave dei tanti segreti dei Solozábal, famiglia per la quale darebbe la sua stessa vita. Durante la stagione sembra provare dei sentimenti verso Ignacio.

## Famiglia Urrutia de la Iglesia

### Jesús Urrutia de la Iglesia
Interpretato da Ángel Héctor Sánchez (stagione 12). Jesús è il braccio destro di Don Ignacio. Questi lo rispetta come un suo pari.

### Encarnación Urrutia de la Iglesia
Interpretata da Arantxa Aranguren (stagione 12). La moglie di Jesús è la cuoca della Villa. È madre di sette figli.

### Alicia Urrutia de la Iglesia
Interpretata da Roser Tapias (stagione 12). Alicia è una dei sette figli di Jesús ed Encarnación. È una donna rivoluzionaria che lotta per l'uguaglianza e per la libertà, ed è convinta che entrambe si ottengano soltanto con la violenza. Diventa sindaco di Puente Viejo dopo Mauricio.

## Sacerdoti

### Don Anselmo Salvide
Interpretato da Mario Martín (stagioni 1-11) È il parroco del paese, presente fin dall'inizio della soap. Sensibile, buono, generoso ed altruista, ha celebrato la maggior parte dei matrimoni e dei funerali della soap. È il migliore amico di Raimundo Ulloa nonostante abbiano idee molto diverse, infatti Raimundo è ateo. Fuggirà dal paese dopo l'incendio provocato da Fernando Mesìa.

### Don Filiberto
Interpretato da Andrés Suarez (stagione 12). È il nuovo parroco del paese, fedele a Dio e al cristianesimo. Prete schietto, diffidente, solitario, antipatico e austero, ma anche molto debole malgrado non lo dimostri. Nel corso della stagione subirà vari attentati a causa dei rivoluzionari, siccome ha delle idee politiche diverse rispetto alle loro. Verrà rapito da una setta chiamata "Gli Arcangeli", fedele alla monarchia e contro la repubblica, di cui si scopriranno facenti parte Isabel De Los Visos e, successivamente anche suo figlio Thomàs. Verso le ultime puntate della soap si scoprirà che Francisca Montenegro  è il capo della setta e gli ordinerà di far esplodere la fabbrica della famiglia Solozàbal. Don Filiberto eseguirà il suo ordine, anche se si pentirà subito di ciò che ha commesso, tanto da autolesionarsi. A causa di questo, subirà vari attacchi verso la sua persona tra cui minacce di morte, e questo lo porterà a chiedere aiuto a Francisca la quale però gli dice che non intende aiutarlo. Quest'ultima, per evitare che il parroco si rivolti contro di lei, tenterà di farlo uccidere da Lazàro Campuzano, il quale però, fallirà ben due volte. Il prete si sentirà tradito a causa dei continui attentati e delle minacce a lui rivolte per ordine di Francisca, riempirà il paese di bombe, tra cui una all'interno della chiesa, così da suicidarsi e morire nell'esplosione causata da se stesso, insieme a Francisca e Raimundo, mettendo così epilogo alla soap.